# Rairua
Rairua (también denominada  Rairua-Mahanatoa) es una comuna asociada de la comuna francesa de Raivavae que está situada en la subdivisión de Islas Australes, de la colectividad de ultramar de Polinesia Francesa.

## Composición
La comuna asociada de Rairua comprende una fracción de la isla de Raivavae y los diez motus más próximos a dicha fracción:
| Comuna asociada de Rairua       |                  |                  |                    |
| Fracción de la isla de Raivavae | Población (2012) | Superficie (km²) | Densidad (hab/km²) |
| Rairua                          | 453              | -                | -                  |
| Islotes                         | Población (2012) | Superficie (km²) | Densidad (hab/km²) |
| Arae Iti                        | -                | -                | -                  |
| Arae Rahi                       | -                | -                | -                  |
| Haha                            | -                | -                | -                  |
| Manu Iti                        | -                | -                | -                  |
| Manu Rahi                       | -                | -                | -                  |
| Papararuu                       | -                | -                | -                  |
| Ruahota Iti                     | -                | -                | -                  |
| Ruahota Rahi                    | -                | -                | -                  |
| Tauai                           | -                | -                | -                  |
| Tuitui                          | -                | -                | -                  |

## Demografía
| Gráfica de evolución demográfica de Rairua-Mahanatoa entre 1977 y 2012 |
|                                                                        |

Fuente: Insee